# Flabellina
Genre
Flabellina est un genre de mollusques gastéropodes marins de la famille des Flabellinidés.

## Liste d'espèces
Selon World Register of Marine Species (20 juillet 2024) :
- Flabellina affinis (Gmelin, 1791)
- Flabellina alternata Ortea & Espinosa, 1998
- Flabellina bulbosa Ortea & Espinosa, 1998
- Flabellina dana Millen & Hamann, 2006
- Flabellina dushia (Ev. Marcus & Er. Marcus, 1963)
- Flabellina engeli Ev. Marcus & Er. Marcus, 1968
- Flabellina evelinae Edmunds, 1989
- Flabellina ilidioi Calado, Ortea & Caballer, 2005
- Flabellina llerae Ortea, 1989

Il est à noter qu'un grand nombre d'espèces auparavant placées dans ce vieux genre ont été déplacées depuis, dans d'autres genres de la famille des Flabellinidae ou même dans d'autres familles du groupe des Fionoidea.